# Маскуролгі
Маскуролгі (maskurolhi) — чатні з кокосом і тунцем яке їдять з бейпеном на Мальдівах під час Рамадану.

## Рецепти
Як випливає з назви, страву готують готувати з куролгі. «Куролгі» — слово з мови дівехі (офіційної мови Мальдів), яке означає «стиглий кокос без води». Цей термін використовується в мальдівській кулінарії для позначення кокоса, у якому вже немає рідини, але м’якоть залишається твердою та придатною для приготування страв. Куролгі є основним інгредієнтом у традиційних мальдівських стравах, таких як маскуролгі — суміш з тертого куролгі та копченої риби, яку часто подають із байпеном (рисовою кашею) під час Рамадану. Маскурулгі їдять з роші (тонким хлібом). Оскільки знайти справжній куролгі може бути складно, іноді його замінюють на кааші (молодий стиглий кокос). В сучасних спрощених рецептах інколи вокристовують готову подрібнену кокосову стружку.

## Інгредієнти (6-8 порцій)
- 1 чашка пластівців сушеного тунця (бажано крупного помелу, зі шматочками трохи більшого розміру).
- М'якоть ½ великого кааші.
- 5 сушених червоних чилі (або за смаком).
- 3 чайні ложки чорного перцю горошком (або за смаком).
- 1 велика цибулина (або 2 середні).
- ¼ чашки листя карі.
- 1 лайм (або за смаком).
- ½ чайної ложки солі (або за смаком)[2].

Існують й інші варіанти співвідношення інгрідієнтів.

## Спосіб приготвання
1. Видаляється коричнева шкірка кокоса.
2. Кокос подрібнюють разом із рибою (можна за допомогою міксера) до тих пір, доки він не стане схожим на стружку та добре не змішається з рибою.
3. Суміш виливається у велику миску.
4. Цибуля нарізається великими шматками та подрібнюється її разом із сушеними чилі, чорним перцем горошком і листям карі. Має вийти соковита суміш без занадто великих шматочків.
5. Цибулева суміш додається до кокосово-рибної суміші, яка вже знаходиться в мисці.
6. Додається сіль та сік лайма і, за допомогою пальців, суміш дуже ретельно вимішується.[2]

Інколи замість соку лайма додається лимонний сік.